# Chef-Haut
Chef-Haut est une commune française située dans le département des Vosges, en région Grand Est.

## Géographie

### Localisation
Chef-Haut est une petite commune rurale située dans le Xaintois, limitrophe du département de Meurthe-et-Moselle, à 16 km  au nord-ouest de Mirecourt.

### Géologie et relief
Le village est groupé sur un coteau, à 375 m d'altitude, d'où s'échappe vers l'ouest le Rupt des Joncs dont les eaux rejoindront la Vraine par le ruisseau de Bicène. Dans les autres directions, le village est entouré de buttes, le Haut de Serelle (396 m), la Raumont, le Haut de Verdel, la Côte Durand, le Haut du Viau.
Patrimoine naturel :
- Deux zones naturelles d'intérêt écologique, faunistique et floristique :

Étang de Falenze et forêt attenante à Fraimbois.
Vallée de la Mortagne de Mont-sur-Meurthe à Xaffevillers.
- Sites bioarchéologiques[3].

### Hydrographie et les eaux souterraines
Hydrogéologie et climatologie : Système d’information pour la gestion des eaux souterraines du bassin Rhin-Meuse :
Territoire communal : Occupation du sol (Corinne Land Cover); Cours d'eau (BD Carthage),
Géologie : Carte géologique; Coupes géologiques et techniques,
 Hydrogéologie : Masses d'eau souterraine; BD Lisa; Cartes piézométriques.

#### Réseau hydrographique
La commune est située dans le bassin versant du Rhin et le bassin versant de la Meuse au sein du bassin Rhin-Meusele bassin versant de la Meuse. Elle est drainée par le ruisseau de Biecene,.

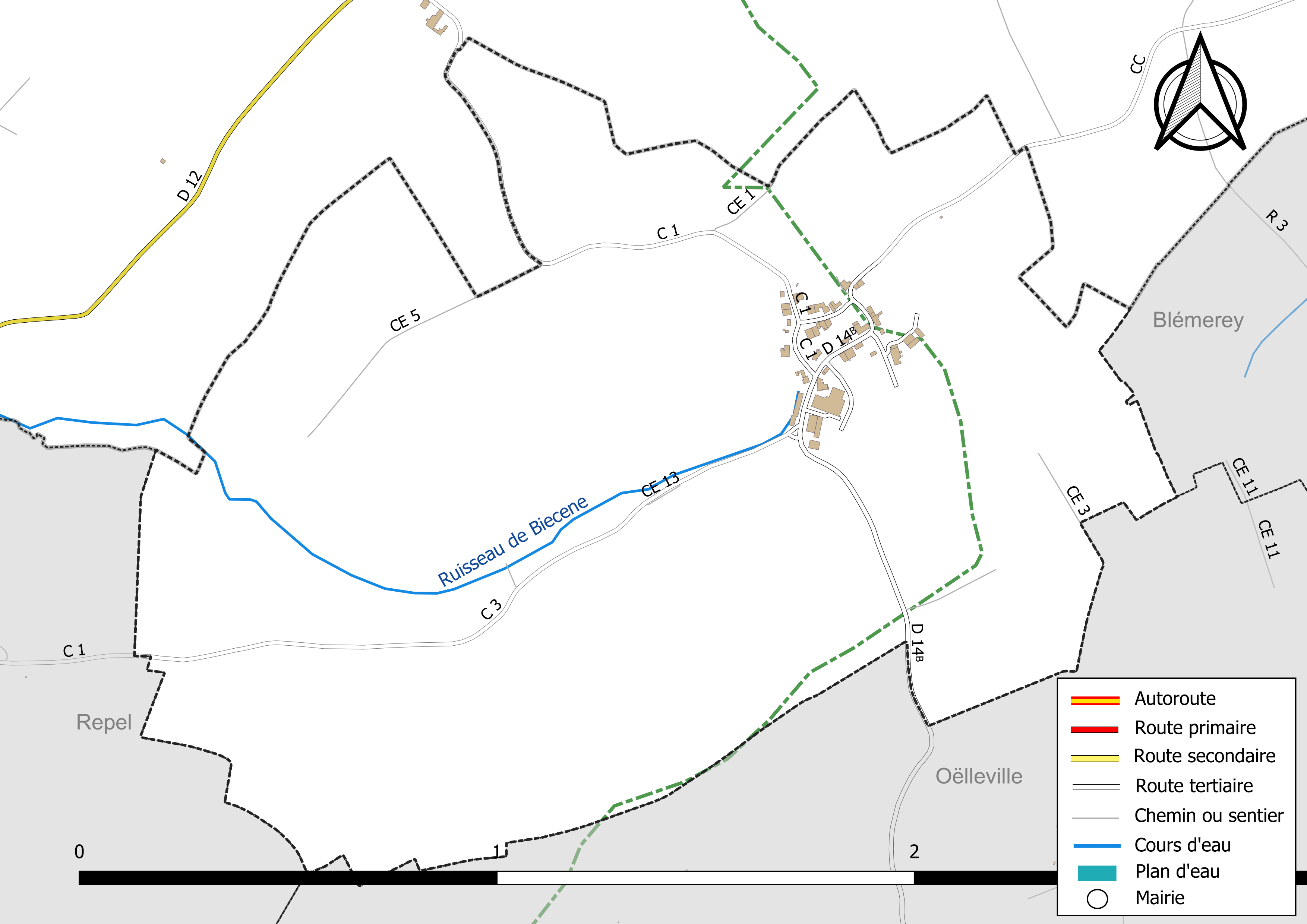
Réseaux hydrographique et routier de Chef-Haut.

#### Gestion et qualité des eaux
Le territoire communal est couvert par le schéma d'aménagement et de gestion des eaux (SAGE) « Nappe des Grès du Trias Inférieur ». Ce document de planification, dont le territoire comprend le périmètre de la zone de répartition des eaux de la nappe des Grès du trias inférieur (GTI), d'une superficie de 1 497 km2,  est en cours d'élaboration. L’objectif poursuivi est de stabiliser les niveaux piézométriques de la nappe des GTI et atteindre l'équilibre entre les prélèvements et la capacité de recharge de la nappe. Il doit être cohérent avec les objectifs de qualité définis dans les SDAGE Rhin-Meuse et Rhône-Méditerranée. La structure porteuse de l'élaboration et de la mise en œuvre est le conseil départemental des Vosges.
La qualité des eaux de baignade et des cours d’eau peut être consultée sur un site dédié géré par les agences de l’eau et l’Agence française pour la biodiversité.

### Climat
Pour des articles plus généraux, voir Climat du Grand Est et Climat des Vosges.
En 2010, le climat de la commune est de type climat de montagne, selon une étude du Centre national de la recherche scientifique s'appuyant sur une série de données couvrant la période 1971-2000. En 2020, Météo-France publie une typologie des climats de la France métropolitaine dans laquelle la commune est dans une zone de transition entre le climat océanique altéré et le climat océanique altéré et est dans la région climatique Lorraine, plateau de Langres, Morvan, caractérisée par un hiver rude (1,5 °C), des vents modérés et des brouillards fréquents en automne et hiver.
Pour la période 1971-2000, la température annuelle moyenne est de 9,3 °C, avec une amplitude thermique annuelle de 16,8 °C. Le cumul annuel moyen de précipitations est de 1 022 mm, avec 12,6 jours de précipitations en janvier et 9,6 jours en juillet. Pour la période 1991-2020, la température moyenne annuelle observée sur la station météorologique de Météo-France la plus proche, « Mirecourt-inra », sur la commune de Mirecourt à 11 km à vol d'oiseau, est de 10,4 °C et le cumul annuel moyen de précipitations est de 824,3 mm. 
La température maximale relevée sur cette station est de 39,5 °C, atteinte le 25 juillet 2019 ; la température minimale est de −19,5 °C, atteinte le 20 décembre 2009,,.
Les paramètres climatiques de la commune ont été estimés pour le milieu du siècle (2041-2070) selon différents scénarios d'émission de gaz à effet de serre à partir des nouvelles projections climatiques de référence DRIAS-2020. Ils sont consultables sur un site dédié publié par Météo-France en novembre 2022.

## Urbanisme

### Typologie
Au 1er janvier 2024, Chef-Haut est catégorisée commune rurale à habitat très dispersé, selon la nouvelle grille communale de densité à sept niveaux définie par l'Insee en 2022.
Elle est située hors unité urbaine. Par ailleurs la commune fait partie de l'aire d'attraction de Mirecourt, dont elle est une commune de la couronne,. Cette aire, qui regroupe 33 communes, est catégorisée dans les aires de moins de 50 000 habitants,.

### Occupation des sols
L'occupation des sols de la commune, telle qu'elle ressort de la base de données européenne d’occupation biophysique des sols Corine Land Cover (CLC), est marquée par l'importance des territoires agricoles (95,1 % en 2018), une proportion identique à celle de 1990 (95,1 %). La répartition détaillée en 2018 est la suivante : 
prairies (49,1 %), terres arables (36,9 %), zones agricoles hétérogènes (5 %), forêts (4,9 %), cultures permanentes (4,1 %). L'évolution de l’occupation des sols de la commune et de ses infrastructures peut être observée sur les différentes représentations cartographiques du territoire : la carte de Cassini (XVIIIe siècle), la carte d'état-major (1820-1866) et les cartes ou photos aériennes de l'IGN pour la période actuelle (1950 à aujourd'hui).

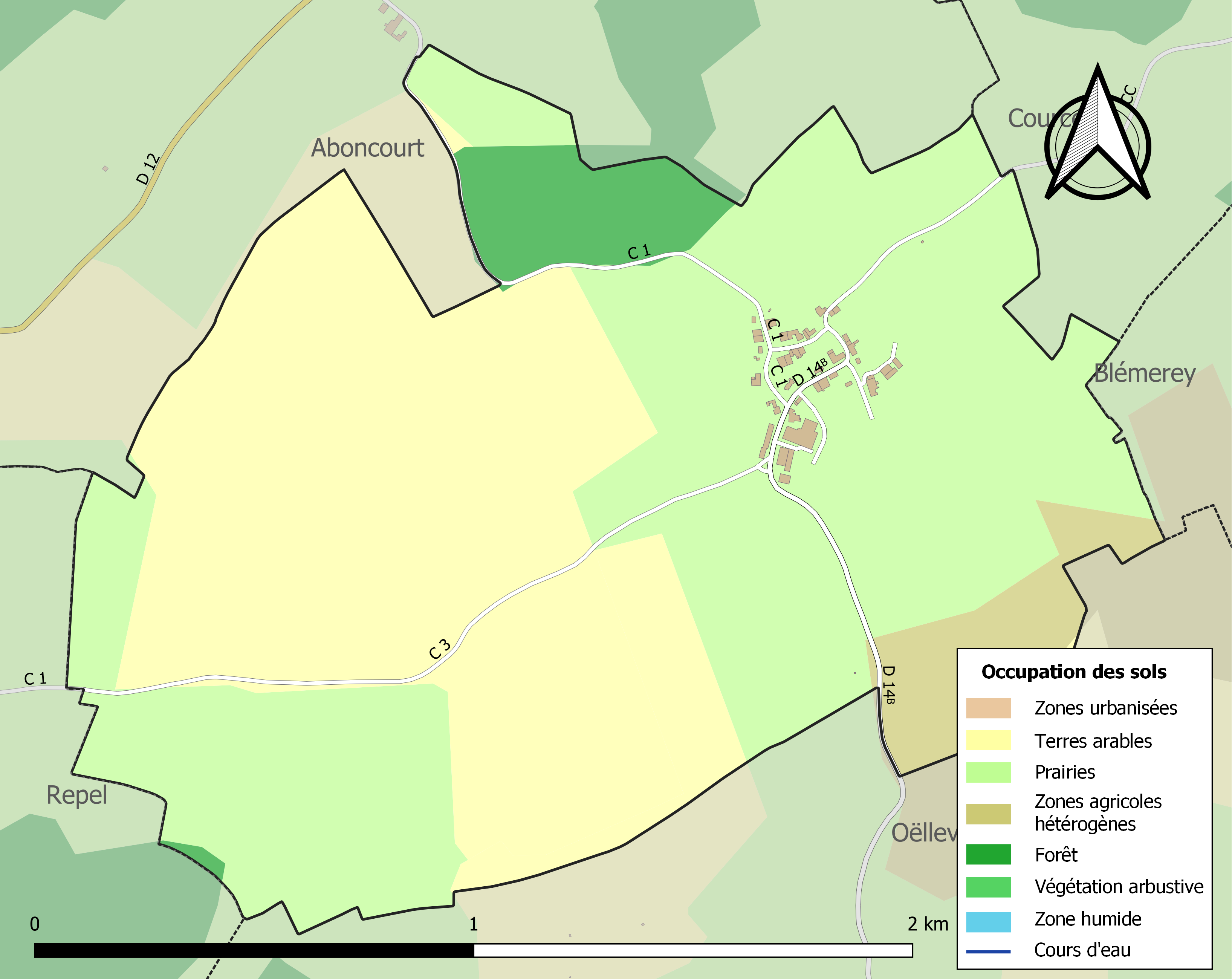
Carte des infrastructures et de l'occupation des sols de la commune en 2018 (CLC).

### Habitat et logement
En 2013 et 2018, le nombre total de logements dans la commune était de 27, alors qu'il était de 26 en 2008.
Parmi ces logements, 74,1 % étaient des résidences principales, 11,1 % des résidences secondaires et 14,8 % des logements vacants. Ces logements étaient pour 88,9 % d'entre eux des maisons individuelles et pour 3,7 % des appartements.
Le tableau ci-dessous présente la typologie des logements à Chef-Haut en 2018 en comparaison avec celle des Vosges et de la France entière. Une caractéristique marquante du parc de logements est ainsi une proportion de résidences secondaires et logements occasionnels (11,1 %) supérieure à celle du département (9,7 %) et à celle de la France entière (9,7 %). Concernant le statut d'occupation de ces logements, 80 % des habitants de la commune sont propriétaires de leur logement (83,3 % en 2013), contre 64,2 % pour les Vosges et 57,5 % pour la France entière.
| Typologie                                               | Chef-Haut | Vosges | France entière |
| ------------------------------------------------------- | --------- | ------ | -------------- |
| Résidences principales (en %)                           | 74,1      | 79     | 82,1           |
| Résidences secondaires et logements occasionnels (en %) | 11,1      | 9,7    | 9,7            |
| Logements vacants (en %)                                | 14,8      | 11,3   | 8,2            |

### Voies de communications et transports

#### Voies routières
La route principale est la départementale RD 14b qui mène à Oëlleville, deux kilomètres au sud.
A31 (aussi appelée autoroute de Lorraine-Bourgogne). Échangeurs Châtenois, Bulgnéville, Colombey-les-Belles.

#### Transports en commun
- Fluo Grand Est.

#### Lignes SNCF
- Gare de Vittel.

#### Transports aériens
- Aéroport d'Épinal-Mirecourt « Vosges Aéroport ».

À partir de l'été 2021, l’aéroport d’Épinal-Mirecourt devient le pélicandrome de la Zone Est et servira ainsi de base de ravitaillement et d’intervention pour les avions bombardiers d’eau Q Series ou de Havilland Canada DHC-8, aussi connu sous le nom de Dash 8.

## Toponymie
Le nom de la localité est attesté sous les formes Chevaul (avant 1466) ; Cheval (1543) ; Chevau (1594) ; Chevaux (1594) ; Chevaulx (1628) ; Chefvaux (1711) ; Chef-Haut, vulg. Chevau (1753) ; Caput altum (1768).

Chefhaut est écrit en un seul mot sur la carte de Cassini mais reviendra définitivement en deux mots en 1793.
Chef-Haut est une attraction paronymique, de l'oïl chief, chef « bout , commencement » et vau « vallée », donc « naissance de vallée » ; chefvaux en 1711, prononcé « chefau », a été compris « chef-haut », par analogie avec des noms similaires comme « Le Chef de Vaux », à Assigny (Cher) qui était noté Caput Vallis en 1344, « Chef de l’Eau » à Héronchelles (Seine-Maritime) qui était noté de Capite aquae en 1199 ou encore Chef-Boutonne (Deux-Sèvres), Caput Vultone en 1070, situé à l’une des sources de la Boutonne.

## Histoire
Le village est mentionné en 1466 sous le nom de Chevaul, dans la prévôté de Châtenois et de Neufchâteau. Son histoire se confond avec celle d'Oëlleville qui elle-même est à mettre en parallèle avec celle de Juvaincourt.
Au XVIIIe siècle, les seigneurs voués d'Oëlleville étaient les sieurs de Bassompierre et de Tilly. En 1751, Chef-Haut relevait du bailliage de Mirecourt.
De 1790 à l’an IX, Chef-Haut fait partie du canton de Rouvres, canton inclus par la suite dans celui de Mirecourt.

## Politique et administration

### Rattachements administratifs et électoraux

#### Rattachements administratifs
La commune se trouvait de 1926 à 2019 dans l'arrondissement de Neufchâteau du département des Vosges. Elle est rattachée à l'arrondissement d'Épinal par l'arrêté du 24 octobre 2018 prenant effet au 1er janvier 2019.
Par arrêté préfectoral du 15 septembre 2023, la commune est retirée le 1er janvier 2024 de l'arrondissement d'Épinal et rattachée à l'arrondissement de Neufchâteau.
Elle faisait partie depuis 1801 du canton de Mirecourt. Dans le cadre du redécoupage cantonal de 2014 en France, cette circonscription administrative territoriale a disparu, et le canton n'est plus qu'une circonscription électorale.

#### Rattachements électoraux
Pour les élections départementales, la commune fait partie depuis 2014 d'un nouveau canton de Mirecourt
Pour l'élection des députés, elle fait partie de la quatrième circonscription des Vosges.

### Intercommunalité
Chef-Haut était membre de la très petite  communauté de communes du Xaintois, un établissement public de coopération intercommunale (EPCI) à fiscalité propre créé en 1998 et auquel la commune avait transféré un certain nombre de ses compétences, dans les conditions déterminées par le code général des collectivités territoriales.
Conformément aux prescriptions de la loi de réforme des collectivités territoriales du 16 décembre 2010, qui a prévu le renforcement et la simplification des intercommunalités et la constitution de structures intercommunales de grande taille, cette intercommunalité fusionne le 1er janvier 2014, au sein de la communauté de communes du Pays de Mirecourt. Une seconde fusion intervient dans le cadre des dispositions de la loi portant nouvelle organisation territoriale de la République du 7 août 2015, qui prévoit que les établissements publics de coopération intercommunale (EPCI) à fiscalité propre doivent avoir normalement un minimum de 15 000 habitants, qui a créé l'actuelle communauté de communes de Mirecourt Dompaire dont est désormais membre Chef-Haut.

### Liste des maires
| Période                                  | Période                        | Identité                         | Étiquette | Qualité           |
| ---------------------------------------- | ------------------------------ | -------------------------------- | --------- | ----------------- |
| Les données manquantes sont à compléter. |                                |                                  |           |                   |
| mars 2001                                | 2022                           | Jean-Claude Litaize (né en 1947) | UMP       | Chef d'entreprise |
| novembre 2022                            | En cours (au 16 décembre 2022) | Mathieu Adam                     |           | Agriculteur       |

### Budget et fiscalité 2022
En 2022, le budget de la commune était constitué ainsi :
- total des produits de fonctionnement : 56 000 €, soit 1 142 € par habitant ;
- total des charges de fonctionnement : 44 000 €, soit 902 € par habitant ;
- total des ressources d'investissement : 34 000 €, soit 696 € par habitant ;
- total des emplois d'investissement : 37 000 €, soit 746 € par habitant ;
- endettement : 50 000 €, soit 1 019 € par habitant.

Avec les taux de fiscalité suivants :
- taxe d'habitation : 13,89 % ;
- taxe foncière sur les propriétés bâties : 35,54 % ;
- taxe foncière sur les propriétés non bâties : 22,79 % ;
- taxe additionnelle à la taxe foncière sur les propriétés non bâties : 0,00 % ;
- cotisation foncière des entreprises : 0,00 %.

Chiffres clés Revenus et pauvreté des ménages en 2021 : médiane en 2021 du revenu disponible, par unité de consommation.

## Population et société

### Démographie

#### Évolution démographique
L'évolution du nombre d'habitants est connue à travers les recensements de la population effectués dans la commune depuis 1793. Pour les communes de moins de 10 000 habitants, une enquête de recensement portant sur toute la population est réalisée tous les cinq ans, les populations de référence des années intermédiaires étant quant à elles estimées par interpolation ou extrapolation. Pour la commune, le premier recensement exhaustif entrant dans le cadre du nouveau dispositif a été réalisé en 2008.

En 2022, la commune comptait 48 habitants, en évolution de +4,35 % par rapport à 2016 (Vosges : −2,96 %, France hors Mayotte : +2,11 %).
| 1793 | 1800 | 1806 | 1821 | 1831 | 1836 | 1841 | 1846 | 1856 |
| ---- | ---- | ---- | ---- | ---- | ---- | ---- | ---- | ---- |
| 156  | 138  | 149  | 167  | 201  | 199  | 190  | 208  | 194  |

| 1861 | 1866 | 1876 | 1881 | 1886 | 1891 | 1896 | 1901 | 1906 |
| ---- | ---- | ---- | ---- | ---- | ---- | ---- | ---- | ---- |
| 194  | 200  | 187  | 175  | 174  | 172  | 156  | 155  | 130  |

| 1911 | 1921 | 1926 | 1931 | 1936 | 1946 | 1954 | 1962 | 1968 |
| ---- | ---- | ---- | ---- | ---- | ---- | ---- | ---- | ---- |
| 129  | 129  | 114  | 96   | 84   | 72   | 74   | 72   | 63   |

| 1975 | 1982 | 1990 | 1999 | 2006 | 2008 | 2013 | 2018 | 2022 |
| ---- | ---- | ---- | ---- | ---- | ---- | ---- | ---- | ---- |
| 57   | 53   | 54   | 52   | 48   | 47   | 44   | 46   | 48   |

### Enseignement
Établissements d'enseignements :
- Écoles maternelles et primaires à Oëlleville, Rouvres-en-Xaintois, Baudricourt, Pleuvezain, Gironcourt-sur-Vraine.
- Collèges à Mirecourt, Châtenois, Vézelise, Mandres-sur-Vair, Vittel.
- Lycées à Mirecourt, Mandres-sur-Vair, Contrexéville, Neufchâteau.

### Santé
Professionnels et établissements de santé :
- Médecins à Vicherey, Gironcourt-sur-Vraine, Diarville, Mirecourt, Mattaincourt.
- Pharmacies à  Vicherey, Gironcourt-sur-Vraine, Diarville, Mattaincourt, Remoncourt, Châtenois.
- Hôpitaux à Mirecourt, Mattaincourt, Vittel, Charmes, Neufchâteau, Ville-sur-Illon.

### Cultes
- Culte catholique, Paroisse Saint-Pierre-Fourier[33], Diocèse de Saint-Dié.

## Culture locale et patrimoine

### Lieux et monuments

L'église Saint-Jean-Baptiste.
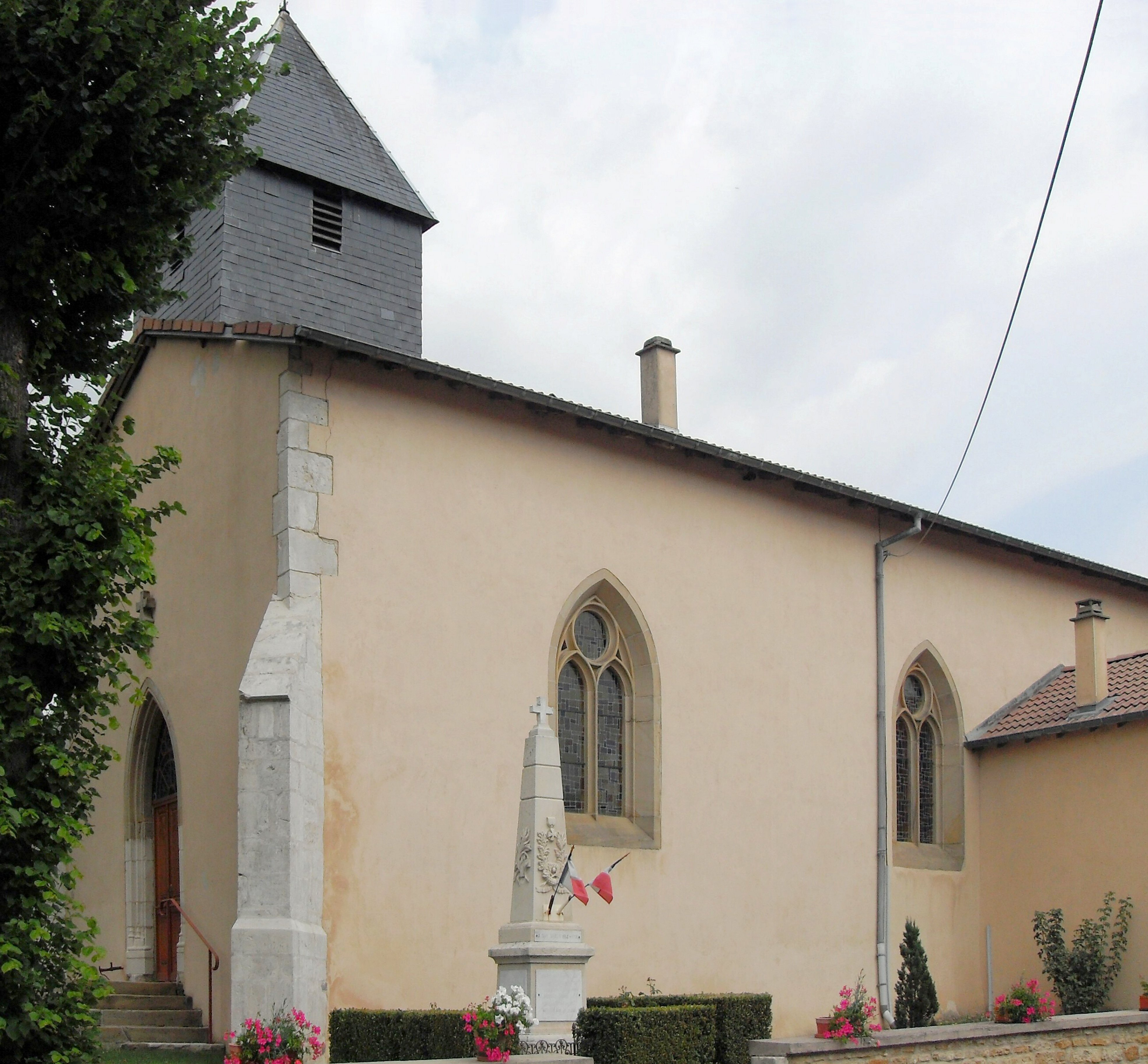
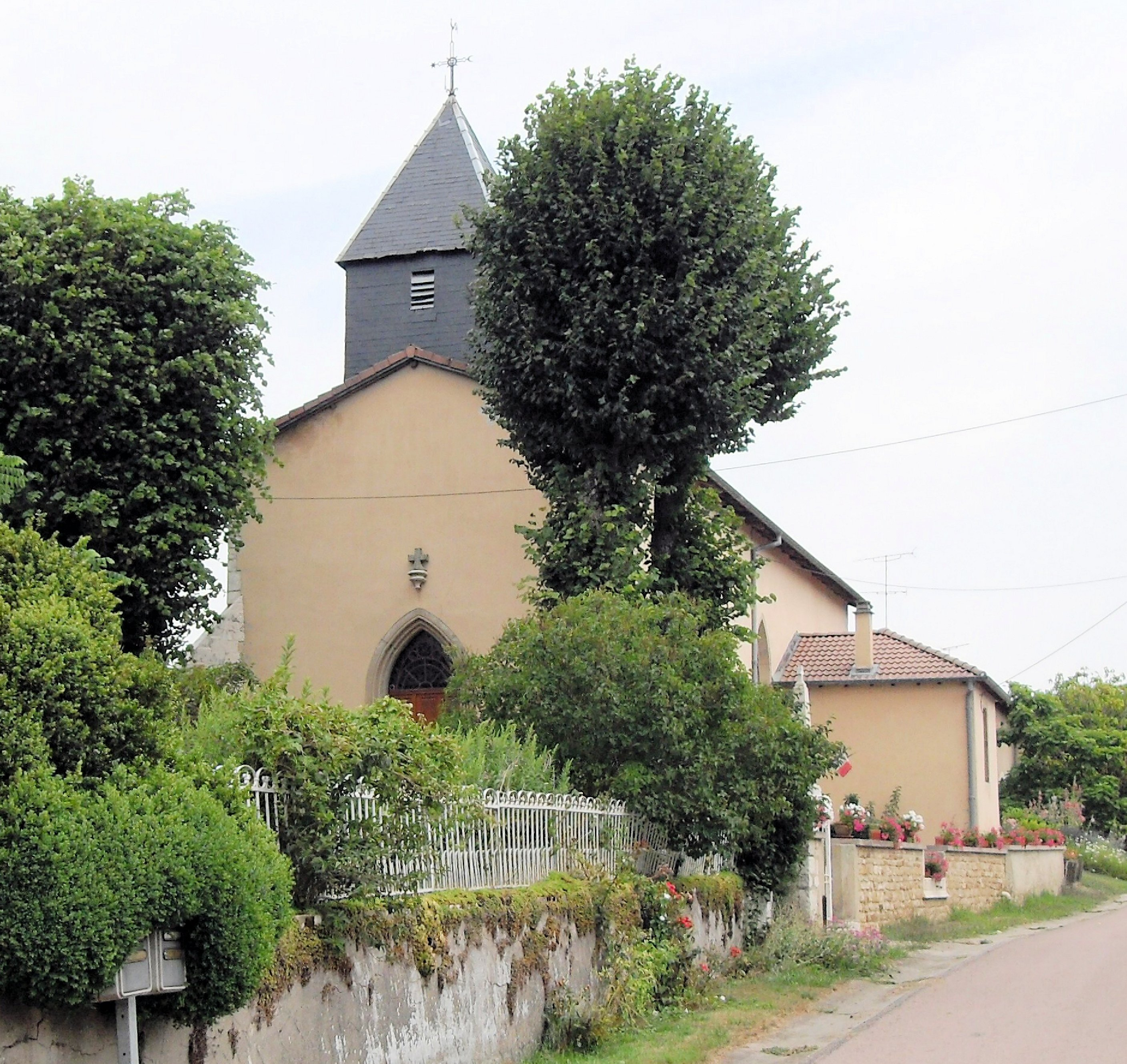

- Vers 1500, Jean Chrestenoy et Barbe, sa femme, fondent la chapelle de Chef-Haut mais décédèrent sans l'avoir complètement dotée. Placée sous l'invocation de saint Jean-Baptiste et de sainte Barbe, cette chapelle était annexe d'Oëlleville.

Vers 1853, la chapelle est transformée et agrandie pour devenir l'église actuelle dont les dimensions restent cependant modestes. La chapelle initiale occupait le chœur d'aujourd'hui. Quelques vestiges en sont encore visibles, notamment la fenêtre nord du chœur et la base des murs ou des piliers sur une hauteur d'un mètre cinquante. Quatre pierres tombales datant du XVIIIe siècle ont été scellées dans le sol. Elles mentionnent toutes des membres de la famille Chrestenoy.
Statue Christ en croix.
Statue Saint Jean-Baptiste.
Statue Sainte Barbe.
- Patrimoine rural recensé par le service régional de l'Inventaire général du patrimoine culturel[38],[39].
- Monument aux morts.

## Pour approfondir